# Myrsine guianensis
Myrsine guianensis conocido como cucharo, cucharo blanco, cucharo rosado y manteco es un árbol de la familia Myrsinaceae, se distribuye en la mayor parte de América Latina, especialmente en Colombia, también recibe la denominación de Rapanea guianensis como sinónimo. 

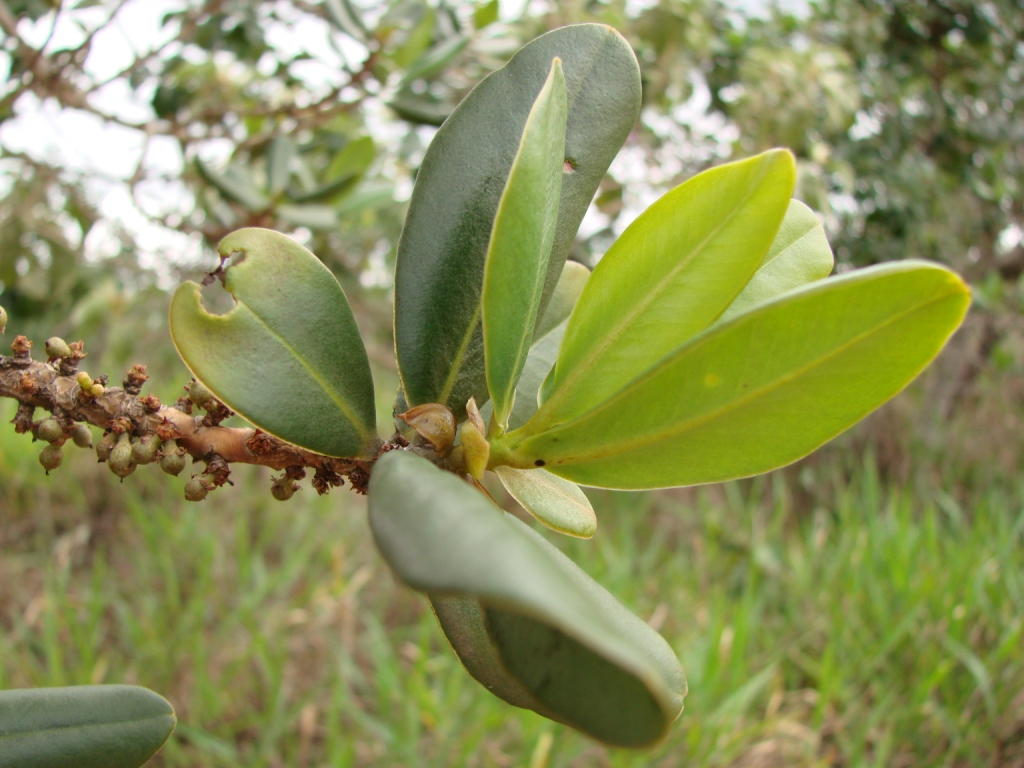
Hojas

## Descripción
El cucharo tiene como máximo una altura de 20 metros y un diámetro del tronco a la altura del pecho de un hombre, de 35 centímetros (la altura oscila ente 7 y 20 metros). Tiene hojas alternas oblongo-elípticas o en ocasiones oblanceoladas que miden entre 7 y 20 cm, de aspecto lustroso por el haz y de color claro por en envés. Tiene las nervaduras secundarias poco visibles. Las flores y frutos (bayas pequeñas) en grupos (fascículos)) carecen de pedúnculos, y posan directamente sobre las ramas rodeándolas. Sus ramas son largas, delgadas, flexibles y tienen una orientación casi horizontal. El árbol tiende a presentar un tronco principal con forma de candelabro y corteza de color rojo. Las flores son polinizadas por insectos. Los frutos maduros adquieren un color negro y sirve de alimento a las aves, que actúan como dispersores de semillas.
El cucharo, del mismo modo que otros miembros del género Myrsine, está adaptado para crecer en terrenos poco aptos. Su tasa de crecimiento es rápida y prospera adecuadamente en suelos de baja humedad y erosionados. Sus hojas tienen consistencia dura, característica que constituye una adaptación para minimizar la transpiración, lo cual le permite superar temporadas de verano.

## Distribución y hábitat
Myrsine guianensis se distribuye desde el sur de Estados Unidos (Florida) hasta Brasil y el norte de Argentina, incluyendo las Antillas. Se encuentra desde el nivel del mar hasta los 3300 m s. n. m. En Colombia se encuentra ampliamente distribuido, encontrándose en todos los pisos térmicos. A diferencia de la mayoría de los árboles, que se adaptan solo a climas tropicales (0-1000 m s. n. m.) o a climas más fríos (más de 2000 m s. n. m.), y que en ocasiones confluyen en climas medios (1000-2000 m s. n. m.), el cucharo crece adecuadamente tanto en las zonas de baja altitud en los bosques subandinos hasta en las zonas cercanas a los páramo (3300 m s. n. m.).

## Estado de conservación
No se la considera una especie amenazada.

## Usos
Se usa para madera obteniéndose postes para cercas y vigas. Además tiene uso ornamental, plantada en parques y jardines.

## Taxonomía
Myrsine guianensis fue descrita por  (Aubl.) Kuntze y publicado en Revisio Generum Plantarum 2: 402. 1891.
Sinonimia
- Rapanea guianensis Aubl.
- Rapanea guianensis var. andicola Cuatrec.
- Rapanea guianensis var. bogotensis Cuatrec.
- Rapanea guianensis var. calensis Cuatrec.
- Rapanea oblonga Pohl ex Miq.
- Rapanea ovalifolia Mez[2]